# NGC 6166
NGC 6166 (również PGC 58265 lub UGC 10409) – galaktyka eliptyczna (E), znajdująca się w gwiazdozbiorze Herkulesa. Została odkryta 30 maja 1791 roku przez Williama Herschela. Jest najjaśniejszą galaktyką gromady Abell 2199 leżącej w Supergromadzie w Herkulesie.
W galaktyce tej zaobserwowano supernową SN 2009eu.